# Joan Carrera i Pedrol
Joan Manuel Carrera i Pedrol (Tarragona, 30 de novembre de 1951) és un físic i polític català, diputat al Parlament de Catalunya de la IV a la VII legislatures.
És llicenciat en física teòrica i nuclear, per la Universitat de València i màster en Comunicació Científica per la Universitat Pompeu Fabra. Resideix a Altafulla, on ha exercit de mestre i n'ha estat director del Patronat de Turisme (1999). De 1985 a 1989 ha estat director del Centre Divulgador de la Informàtica de la Generalitat a Tarragona i el 1998 fou president del Centre d'Estudis Altafullencs. També és membre d'Òmnium Cultural.
El 1987 s'afilià a UDC, partit amb el qual ha estat tinent d'alcalde d'Altafulla el 1987-1999. També ha estat Delegat del Departament de Comerç, Consum i Turisme de la Generalitat de Catalunya a Tarragona (1989-1992) i president del Consell Comarcal del Tarragonès (1991-1995).
Ha estat diputat per CiU per la província de Tarragona a les eleccions al Parlament de Catalunya de 1992, 1995, 1999 i 2003. Ha estat secretari de la Comissió Parlamentària d'Estudi de la Revisió i l'Aplicació
del Pla de Seguretat de les Químiques de Tarragona (Plaseqta) i vicepresident de la Comissió d'Estudi sobre els Efectes de les Línies d'Alta Tensió i de les Instal·lacions de Telefonia Mòbil en la Salut de les Persones.